# Kabupaten de Cirebon
Pour les articles homonymes, voir Cirebon (homonymie).
Le kabupaten de Cirebon, en indonésien Kabupaten Cirebon, est un kabupaten qui entoure la ville de Cirebon. Son chef-lieu est Sumber.

## Géographie
Le kabupaten est bordé :
- Au nord, par la mer de Java,
- À l'est, par la province de Java central,
- Au sud, par le kabupaten de Kuningan et
- À l'ouest, par ceux de Majalengka et Indramayu.

## Histoire
Cirebon est l'un des ports de la côte nord de Java, ou Pasisir, qui existait déjà à l'époque du royaume de Majapahit de Java Est (1294-1478). La cité était sans doute déjà gouvernée par un prince musulman à la fin du XVe siècle. Mais la tradition javanaise attribue son essor à Sunan Gunung Jati, l'un des neuf "saints" ou Wali Sanga qui, selon la légende, auraient propagé la foi musulmane à Java. Gunung Jati serait né à Pasai, un ancien sultanat dans le nord de Sumatra que Marco Polo avait visité en 1292, constatant que le souverain de ce port était musulman. Quand les Portugais, installés à Malacca qu'ils ont conquise en 1511, occupent Pasai de 1521 à 1524, Gunung Jati se rend à la Mecque.
À son retour, il se rend à Demak, principauté du Pasisir de Java Centre fondée à la fin du XVe siècle par un Chinois musulman nommé Cek Ko-po. Gunung Jati épouse une sœur de Trenggana, le souverain de Demak. À la tête d'une armée, il dépose le prince de Banten, qui s'était affranchi du royaume hindouiste de Pajajaran.
Gunung Jati s'installe à Cirebon en 1552, où il fonde une nouvelle lignée royale.
Cirebon a des visées sur la principauté hindoue de Sumedang, alliée du royaume, hindou lui aussi, de Pajajaran, qui tombe en 1579 sous les coups du royaume musulman de Banten. En 1580 Geusan Ulun, prince de Sumedang, inflige une leçon au roi musulman de Cirebon, le Panembahan Ratu. Hindouiste, il se fait passer pour un élève en religion et est admis au palais. Il s'enfuit alors avec la jeune reine Harisbaya, la ramène dans son palais et l'épouse.

## Le projet de province de Cirebon
Le 8 mars 2009, un "présidium pour la formation de la province de Cirebon" a prononcé une "déclaration pour la formation de la province de Cirebon" à partir des kabupaten de Cirebon, Indramayu, Kuningan et Majalengka. La future province recouvrirait ainsi le territoire de l'ancienne residentie (circonscription administrative des Indes néerlandaises) qui elle-même, était constitué du territoire de l'ancien sultanat.
Aucun des bupati concernés n'était présent. En revanche, les présidents des assemblées départementales respectifs, ou les vice-présidents, étaient présents. Les autres participants comprenaient également diverses personnalités locales. Au total, mille personnes ont assisté à l'événement.
De son côté, le président de la République, Susilo Bambang Yudhoyono, a affirmé que la création d'une nouvelle province n'aurait pas lieu avant l'élection présidentielle (prévue pour le 8 juillet 2009). Le président du présidium, Nana Sudjana, espère néanmoins que la province sera créée avant la fin de 2009.
Lors d'une discussion publique qui s'était tenue en février 2008, le vice-maire de la ville de Cirebon avait avancé 5 raisons pour lesquelles Cirebon voulait et pouvait se séparer de Java occidental et devenir une province :
1. Java occidental est encore trop vaste et trop peuplée, alors que la nouvelle province n'aurait que 8,5 millions d'habitants sur un territoire plus réduit,
2. Les quatre kabupaten concernés ont un potentiel économique important,
3. Historiquement, le sultanat de Cirebon fut un État souverain,
4. Il y a un déséquilibre dans le développement de Java occidental, qui est concentré sur Bandung (la capitale provinciale) et ses environs,
5. Il y a un mouvement dans l'opinion, déçue de voir qu'aucune personnalité des quatre kabupaten n'a jamais eu la possibilité de se présenter, même comme candidat au poste de gouverneur ou vice-gouverneur de Java occidental.

Le projet est notamment soutenu par le prince Arief Natadiningrat, membre de l'assemblée provinciale. Sur le plan économique, il dénonce entre autres le délaissement dans lequel sont tenus les ports de Cirebon et Banten (qui est devenue province en 2000 en se séparant de Java occidental). Sur le plan culturel, il déplore la place privilégiée accordée à la langue et à la culture sundanaises, alors que Cirebon souhaite que son parler soit reconnu comme langue régionale.